# Campionati europei di nuoto in vasca corta 2010 - 200 metri rana femminili
Le qualifiche per la finale si sono svolte la mattina del 26 novembre 2010, mentre la finale si è svolta la sera dello stesso giorno.

## Medaglie
| Posizione | Atleta           | Paese    |
| --------- | ---------------- | -------- |
| Oro       | Anastasia Chaun  | Russia   |
| Argento   | Tanja Smid       | Slovenia |
| Bronzo    | Chiara Boggiatto | Italia   |

## Record
Prima della manifestazione il record del mondo (RM), il record europeo (EU) e il record dei campionati (RC) erano i seguenti.
| Record mondiale       | 2:14.57 | Rebecca Soni Stati Uniti        | 18 dicembre 2009 Manchester, Regno Unito |
| Record europeo        | 2:16.66 | Rikke Møller Pedersen Danimarca | 11 dicembre 2009 Istanbul, Turchia       |
| Record dei campionati | 2:16.66 | Rikke Møller Pedersen Danimarca | 11 dicembre 2009 Istanbul, Turchia       |

Durante la competizione non sono stati migliorati record.

## Risultati batterie
| Pos. | Atleta                | Nazionalità | Tempo   | Batteria | Corsia | Note |
| ---- | --------------------- | ----------- | ------- | -------- | ------ | ---- |
| 1    | Anastasia Chaun       | Russia      | 2:25.55 | 3        | 4      |      |
| 2    | Chiara Boggiatto      | Italia      | 2:25.87 | 2        | 4      |      |
| 3    | Fanny Lecluyse        | Belgio      | 2:26.21 | 2        | 5      |      |
| 4    | Tanja Smid            | Slovenia    | 2:26.57 | 3        | 5      |      |
| 5    | Caroline Reitshammer  | Austria     | 2:27.49 | 3        | 2      |      |
| 6    | Noora Laukkanen       | Finlandia   | 2:27.70 | 3        | 6      |      |
| 7    | Beatriz Gomez Cortes  | Spagna      | 2:28.09 | 2        | 6      |      |
| 8    | Dilara Guenaydin      | Turchia     | 2:28.45 | 1        | 3      |      |
| 9    | Jenna Laukkanen       | Finlandia   | 2:28.63 | 1        | 5      |      |
| 10   | Kim Janssens          | Belgio      | 2:30.08 | 1        | 2      |      |
| 11   | Nadia Morais Vieira   | Portogallo  | 2:30.46 | 3        | 7      |      |
| 12   | Vitalina Simonova     | Russia      | 2:30.56 | 1        | 4      |      |
| 12   | Teresa Gutierrez Pena | Spagna      | 2:30.56 | 2        | 3      |      |
| 14   | Marina Ribi           | Svizzera    | 2:30.59 | 1        | 7      |      |
| 15   | Ekaterina Baklakova   | Russia      | 2:31.21 | 3        | 3      |      |
| 16   | Stephanie Spahn       | Svizzera    | 2:32.78 | 2        | 2      |      |
| 17   | Christina Strigl      | Austria     | 2:34.60 | 1        | 6      |      |
| 18   | Karen Vapper          | Estonia     | 2:35.91 | 2        | 7      |      |

## Finale
| Pos. | Atleta               | Nazionalità | Tempo   | Corsia | Note |
| ---- | -------------------- | ----------- | ------- | ------ | ---- |
|      | Anastasia Chaun      | Russia      | 2:22.68 | 4      |      |
|      | Tanja Smid           | Slovenia    | 2:22.88 | 6      |      |
|      | Chiara Boggiatto     | Italia      | 2:24.52 | 5      |      |
| 4    | Beatriz Gomez Cortes | Spagna      | 2:25.48 | 1      |      |
| 5    | Fanny Lecluyse       | Belgio      | 2:25.60 | 3      |      |
| 6    | Noora Laukkanen      | Finlandia   | 2:27.63 | 7      |      |
| 7    | Caroline Reitshammer | Austria     | 2:28.16 | 2      |      |
| 8    | Dilara Guenaydin     | Turchia     | 2:28.60 | 8      |      |